# Scopias Atletiek
Scopias Atletiek (voluit Scopias Atletiek Venlo) is een atletiekvereniging uit Venlo. Op het sportpark Vrijenbroek, waar Scopias traint, ligt ook de Hockeyclub Delta Venlo.

## Historie
Scopias is ontstaan in 1992 uit twee atletiekverenigingen, Festina, opgericht in 1943 uit Venlo en AVT opgericht in 1949 uit Tegelen. Op 1 januari 1993 hebben Festina en AVT het KNAU-lidmaatschap opgezegd en startte Scopias officieel als lid van de KNAU.

## Bekende atleten
- Audrey Jacobs - Tweevoudig Nederlands kampioene kogelslingeren
- Marco Gielen - Viervoudig Nederlands kampioen, ex-Nederlands recordhouder 15 + 20 km
- Jolanda Verstraten - Drievoudig Nederlands kampioene op de 3000 m steeple